# Hayal Kaya
Hayal Kaya (geboren 1988 in Ankara) ist eine türkische Schauspielerin, die in Deutschland lebt.

## Leben und Beruf
Kaya absolvierte von 2008 bis 2013 ihr Schauspielstudium an der Bilkent-Universität in Ankara. Sie übernahm Rollen in türkischen Fernsehproduktionen und Kurzfilmen und sammelte Bühnenerfahrung im Theater Bilkent. Im Jahr ihres Studienabschlusses ging sie nach Deutschland, wo sie seit 2020 in Berlin lebt. Dort besuchte sie 2020 bis 2021 das Institut für Schauspiel, Film- und Fernsehberufe (ISFF). Sie wirkte in Theaterproduktionen mit und stand in mehreren Städten auf der Bühne, darunter in Berlin und Lübeck.
Ihre erste Fernsehhauptrolle hatte sie in dem Kriminalfilm Seeland – Ein Krimi vom Bodensee, der am 15. Dezember 2022 von der ARD erstausgestrahlt wurde. Darin spielte sie die Kriminalhauptkommissarin Elena Barin, die am Tag vor ihrem Dienstantritt als Dienststellenleiterin in Konstanz eine Schiffstour auf dem Bodensee unternimmt und dabei in eine Geiselnahme gerät. Nach guten Kritiken und guter Quote (6,6 Millionen Zuschauer an einem Donnerstag) entschied sich der SWR, Seeland zur Reihe auszubauen.
Mit der Figur der Elena Barin – erste transidente Ermittlerin im deutschen Fernsehen – verbinde sie als Gemeinsamkeit eine transidente Geschichte, erklärte Kaya. Ihr mache Hoffnung, dass es in Deutschland Fortschritte beim Thema Diversität gebe. Vor der Ausstrahlung des zweiten Bodensee-Kriminalfilms im November 2024 sagte sie, mit ihrer Transidentität ganz selbstverständlich umzugehen: „Ich mache da kein Tam-Tam draus. Ich bin grundsätzlich kein lauter Mensch.“
In der ZDF-Serie Blutige Anfänger hatte sie 2023 in Niemand ist sicher als Sylvia Selling eine Episodenhauptrolle.
Im November 2024 wurde der Fernsehfilm Ungeschminkt ausgestrahlt, in dem Kaya die Zahnärztin Antonia spielt. Sie steht ihrer besten Freundin bei, trans Frau Josefa (Adele Neuhauser), die nach 35 Jahren in ihren Heimatort zurückkehrt. Queer.de schrieb von einem „Gänsehaut-Film über das Transsein“.
Der zweite Film der Reihe Seeland – Ein Krimi vom Bodensee: Dämonen mit Hayal Kaya in der Hauptrolle, ausgestrahlt am 14. November 2024, erreichte 5,43 Millionen Zuschauer mit einem Marktanteil von 21,9 Prozent und war die meistgesehene Sendung des Tages.
Sie spielte eine der Wicked Schwestern in Burhan Qurbanis Kinofilm Kein Tier. So Wild. Der Film wurde in das Internationale Filmfestspiele Berlin Special aufgenommen. Für Kaya war es der erste Kinofilm.
In der 2. Staffel der Serie Totenfrau mit Anna Maria Mühe in der Hauptrolle, spielt sie eine Barbesitzerin und Sängerin namens „Mariah Nesbitt“. Die Lieder, die die Figur in der Serie singt, wurden von Kaya selbst gesungen.

## Filmografie
- 2022: Seeland – Ein Krimi vom Bodensee (Fernsehfilm)
- 2023: Blutige Anfänger (Fernsehserie, eine Episode)
- 2024: Ungeschminkt (Fernsehfilm)
- 2024: Seeland – Ein Krimi vom Bodensee: Dämonen (Fernsehfilm)
- 2025: Kein Tier. So Wild. (Kinofilm)
- 2025: Totenfrau 2. Staffel (Fernsehserie)
- 2025: Notruf Hafenkante Folge Verrat (Fernsehserie, eine Episode)